# 플뢰뤼스 전투 (1794년)
플뢰뤼스 전투는 1794년 6월 26일 주르당 휘하의 프랑스군이 작센-코부르크(Saxe-Cobourg) 휘하의 오스트리아군을 격파한 전투로 프랑스 혁명 전쟁 기간 중에 저지대 지방(Low Countries)에서 벌어진 가장 결정적인 전투이다. 양측은 근처에 약 80,000명에 달하는 병력을 가지고 있었으나, 프랑스군은 휘하의 병력을 좀 더 효과적으로 집중시켜 전투를 벌일 수 있었고, 이를 통해 오스트리아군에게 승리를 거둘 수 있었다.
프랑스군은 랑트르프레낭(l'Entreprenant)이라는 정찰용 기구(reconnaissance balloon)를 사용하였는데, 이는 전투의 결과에 결정적인 영향을 미친 최초의 군사적 비행기구의 사용으로 특기된다.

## 서막
1794년 5월 17일-18일 사이에 벌어진 투르쿠앵 전투(battle of Tourcoing) 이후에 주르당은 아르덴군(Army of the Ardennes)과 북방군 4개 사단(Divisions)의 지휘권을 받아 총병력 약 96,000명을 통솔하게 되었다. 주르당이 지휘하게 된 이 신생군은 상브르-뫼즈 군(Army of the Sambre-Meuse)이라 불리게 되었다. 주르당 휘하의 새로운 군단은 샤를루아를 점령하라는 명령을 받았다.
6월 12일 프랑스군은 동행한 공안위원회(Committee of Public Safety)의 일원인 루이 드 생 쥐스트의 감독하에 약 70,000명의 병력을 이끌고, 샤를루아에 대한 공격을 시작했다. 6월 16일 약 43,000명의 오스트리아-네덜란드 연합군이 짙은 안개를 틈타 반격을 개시했고, 여기서 프랑스군은 3,000명의 사상자와 함께 상브르 너머로 퇴각해야 했다. 6월 18일 주르당은 다시 공격을 감행했고, 샤를루아에 대한 공성전을 재개하였다. 샤를루아는 코부르크 휘하의 구원군이 도시를 지원하기 위해 도착하기 바로 직전인 6월 26일 항복했다.

## 플뢰뤼스의 전투
6월 26일 코부르크는 52,000명의 오스트리아-네덜란드군을 이끌고 프랑스군을 격파하여 도시를 구원하기 위해 샤를루아 근교에 도착하였다. 도시는 이미 항복했기 때문에 구원을 하기에는 너무 늦었지만, 오스트리아 사령관은 휘하 부대를 5개의 종대로 나누고 프랑스군을 공격했다. 프랑스군의 정찰 기구 르엔트레프레낭은 계속하여 주르당에게 오스트리아군의 움직임을 알려왔다. 오스트리아군은 프랑스군의 양익을 돌파하려 하였고, 마르소(Marceau) 장군이 맡은 프랑스군의 우익과 몽테규(Montaigu) 장군이 맡은 프랑스군의 좌익을 물러나게 하였다. 그러나 르페브르가 맡은 중앙은 적의 공격에도 진형을 유지했고, 이윽고 반격을 개시했다. 이에 오스트리아군의 돌격은 실패하였다. 코부르크는 적을 압박할 기회를 놓친 데다가 결과가 어떻게 될지 확신도 없었기에 더 이상 싸울 용기를 잃고, 브리안느 르 알류드(Braine-l'Alleud) 와 워털루 근교로 퇴각하여 프랑스군에게 기대하지 않은 승리를 주었다. 이 전투로 인해 연합군은 라인강 너머로 퇴각할 수밖에 없었고, 이로 인해 프랑스는 자유롭게 서부 유럽을 장악할 수 있었다.

## 결과
이 전투의 승리로 연합군에게 벨기에에서 전면 퇴각하게 만들었으며 프랑스군은 북쪽의 네덜란드로 치고 올라가게 허용하였다. 이 전투는 프랑스를 위협하는 외국 세력이 있는 한 프랑스 혁명정부는 공포 정치를 계속해야 한다는 주장을 무효화하였다. 이로 인해, 일부 사람들이 주장에 따르면, 플뢰뤼스의 전투는 한 달 후 벌어진 테르미도르의 반동의 원인이 되었다고 한다. 대 승리 이후에 파리에 도착한 생 쥐스트는 로베스피에르와 다른 자코뱅파 지도자들에 의해 죽임을 당해야만 했다.

## 참고 자료
- David Chandler, Napoleon's Marshals, Weidenfeld & Nicolson, London, 1998, p161-162, 220.
- Smith, D. The Greenhill Napoleonic Wars Data Book. Greenhill Books, 1998.